# Bottom Of Your Soul
«Bottom Of Your Soul» es el Primer y Único Sencillo del álbum Falling In Between de la banda de Pop/Rock Toto.Hay dos versiones del sencillo, una con dos canciones y la otra es una edición de verano de 2006. La canción encabezó varias cartas en el Top Ten Europeo y fue un gran éxito para la banda. El coro de la canción incluye al excantante de Toto Joseph Williams y otro exmiembro,Steve Porcaro, quien colaboró en la grabación y mezcla.

## Lista de canciones

### Edición original (CD sencillo)
1. "Bottom Of Your Soul" (edición de la radio) - (4.00)
2. "Bottom Of Your Soul" (versión del álbum) - (6.59)

### Edición de verano (CD maxisencillo)
1. "Bottom Of Your Soul" (edición de la radio) - (3.58)
2. "Gypsy Train" (live) - (7.12)
3. "Africa / Rosanna / Bottom Of Your Soul" (TV mix medley - live) - (4.50)
4. "Bottom Of Your Soul" (versión del álbum) - (6.57)

## Personal
- Steve Lukather: Guitarra acústica, eléctrica y voz principal
- David Paich: Teclados
- Mike Porcaro: Bajo
- Simon Phillips: Batería, percusión
- Greg Phillinganes: Teclados, Coros
- Bobby Kimball: Coros
- Joseph Williams: Coros
- Steve Porcaro: Teclados, programación y mezcla

- Datos: Q1749782